# POLYSICS
POLYSICS（ポリシックス）は、日本のニュー・ウェイヴ・バンド。1997年に結成、2000年にメジャー・デビュー。所属レーベルはKi/oon Music。メンバーは、ハヤシヒロユキ、フミ、ヤノマサシの3人。

## 来歴

### 結成からメジャーデビュー (1996年 - 2000年)
POLYSICSはハヤシを中心に結成されたバンドである。ハヤシは中学、高校在学中に宅録や複数のバンドでの音楽活動を行っていた。当初は様々なジャンルのカバーを主としていたが、高校時代に結成したバンド「コアラ盛り合わせ」ではオリジナル曲を作成しアルバムを自主制作で2枚出した。同じ頃、小学校の同級生4人でバンド「リズムミンチ」を結成し、活動していたものの、ハヤシ以外のメンバーが大学受験勉強に専念し、またヴォーカルの脱退などもあり、このバンドは活動停止した（ハヤシ曰く、凍結したとのこと）。そのような中、ハヤシが高校3年生の1996年、P-MODELの日比谷野外音楽堂でのライブに触発され、POLYSICSというバンドの結成を決意。
1997年3月、高校の同級生同士であるハヤシ、サコ、カワベでPOLYSICSを結成。高校卒業する前の3月4日、新宿JAMで初ライブを行う。結成当初は、ベース、ドラムは在籍しておらず、ギター、ボーカルとボコーダー、シンセサイザーに打ち込みのバックトラックを使用したテクノポップバンドであった。以後、3月4日をPOLYSICSの結成日として、○周年記念イベント等を開催している。同春にハヤシ、サコ、カワベの3名は高校を卒業。その後、カワベから大学でほかにやりたいことが見つかったと連絡が入り、最初の新宿JAMでのライブを最後に脱退。同じ時期に、ハヤシが渋谷のクラブでカネコと知り合い加入。ハヤシ、サコ、カネコの3人組となったが、方向性の違いが生じて、97年11月にカネコが脱退。同冬に、POLYSICSはハヤシとサコの2人組ユニットになった。脱退したメンバーの穴を埋める形でハヤシと高校の軽音部で一緒だったカヨが1998年3月に新宿JAMでのライブで加入。
カヨ加入から半年後となる1998年6月にスガイが加入。この頃に「POLY-X」というコードネーム、バイザーとオレンジ色のつなぎを導入し、初期のPOLYSICSのスタイルが完成した。これらのコードネーム、バイザー、ツナギはまさにDEVOを表す記号の一つでもあり、それを楽曲面だけでなく、バンドのビジュアル的側面としても取り入れた。それから同じ時期に下北沢QUE、下北沢シェルター、渋谷屋根裏、新宿JAM、新宿リキッドルーム、代官山LOOP、池袋サイバーなど数々の都内のライブハウスを中心にライブ活動をしていく。
同年9月に、日本のロックシーンで盛り上がりの兆しを見せていた新世代ニュー・ウェイヴのバンド有志によるオムニバスアルバム『TOKYO NEWWAVE OF NEWWAVE '98』に参加し、注目を集めるようになった。テクノポップ色が後退し、バンドのライブ感が前面に出た作品となった。この頃は主にPOLY-2（サコ）の食パン投げなどのキワモノ的パフォーマンスをするバンドとして知られていた。当初は袋に入った煎餅を投げていたが、「当たると痛い」という客からの苦情が殺到し、食パンに変えた。
1999年にUKプロジェクトが運営するインディーズレーベルDECKREC RECORDSと契約。同年2月にデビュー・アルバム『1stP』をリリースした。また同年の3月には下北沢CLUB QUEで初のワンマンライブを開催した。『1stP』が発売された頃からライブでの動員も急激に増えていき、4月にはラジオのレギュラー番組を担当、夏にはフジ・ロック・フェスティバルへ出演するなど、活動と人気が着実に広がっていった。しかし所謂「キワモノ系バンド」「おちゃらけたニュー・ウェイヴバンド」として評価を受けることも多く、ハヤシはキワモノっぽさ、ポップさだけでなく、きちんとした演奏力が今後のPOLYSICSには重要だと考えていた。当時のサコは演奏力がハヤシの期待するレベルに達していなかったこともあり、ハヤシはサコに対し脱退するように勧告した。5月にはサコが脱退し、それを機に「POLY-X」というコードネームを廃止するなどの変化がみられた。
1999年10月には2ndアルバム『A・D・S・R・M!』をリリースした。この頃から、サポート・メンバーとして元54NUDE HONEYSのフミがベースで参加するようになった。同年、初の全国ツアーを敢行した。ちなみに『A・D・S・R・M!』までの楽曲には歌詞らしい歌詞が無い。
2000年3月には、初の日本国外でのライブとしてSXSW2000への出演、およびアメリカツアーを敢行。このアメリカツアー中に、ハヤシはロサンゼルスにあるDEVOのスタジオを訪れた。そこで、ハヤシはDEVOメンバーと直接会話を交わし、DEVOにPOLYSICSのCDを渡す。

### NEUからFOR YOUNG ELECTRIC POP (2000年 - 2002年)
2000年4月にキューンレコードと契約し、シングル『XCT』『each life each end』をリリースした。同年9月にはメジャー・1stアルバム『NEU』をリリースした。テクノポップ色が後退し、バンドのライブ感が前面に出た作品と評価された。同年、「NEU」リリースを引っ提げて全国ツアーを開始した。
その翌年2001年4月に3rdシングル『NEW WAVE JACKET』をリリース。この頃から、歌詞に日本語が用いられるようになっていった。また同年6月にリリースされたアルバム『ENO』では一転シンセサウンド、テクノポップ色をより強く意識した音作りにシフトした。このアルバムから、1999年よりサポートメンバーだったフミが正式メンバーとして加入した。同時期には「NEWWAVE JACKET TOUR」全国ツアーを敢行。また、夏頃には幾つかのロックフェスティバルへ出演し、その中でROCK IN JAPAN FESTIVALへ初出場した。ハヤシは単独でDJハヤシヒロユキとしても、同イベントへ初めて参加している。この年にはPOLYSICSなりの「クラブイベントをやろう」ということで”CLUB EPOCH!"を初開催した。この頃から、ハヤシは「トイス」という掛け声を使用したり、カラオケスタイルでのDJなどを始めていた。
同年、アメリカと韓国でコンピレーションアルバム『Hey! Bob! My Friend』がリリースされたが、セールス的にはあまり振るわなかった。『Hey! Bob!〜』はアメリカではASIAN MAN RECORDS、韓国ではPONYCANYON KOREAと、キューンレコードの属するソニーミュージックとは別のレーベルよりリリースされた。
2002年のアルバム『FOR YOUNG ELECTRIC POP』ではポップなサウンドへと移行し、初期の作品に見られたパンキッシュなエネルギーが抑制された反面、楽曲の構成やスタイルが大幅に洗練された作品となった。テクノポップ色が後退し、バンドのライブ感が前面に出た作品となった。しかしながら、この時期のPOLYSICSは、ライブへの集客や作品の売り上げの落ち込みといった商業的な面で伸び悩んでいた。そのこともあり、この『FOR YOUNG〜』のリードトラックの選定やライブでのスタイルなどについては、スタッフなどから意見が多く入った。この頃を振り返り、ハヤシは「(FOR YOUNG ELECTRIC POPについて)思いがあんまり伝わらなくて、セールスもどんどん落ちてきましたね」と語っている。

### カジャカジャグーからNational P （2003年）
2003年5月にミニアルバム『カジャカジャグー』をリリース。このアルバムのレコーディングを最後にドラムのスガイが脱退した。その後、サポート・メンバーとして、SNAIL RAMPのイシマルがドラムで参加するようになり、イシマル参加の下、10月にアルバム『National P』がリリースされた。
『カジャカジャグー』及び『National P』を制作した時期は、前アルバム『FOR YOUNG〜』での経験やAC/DC、キング・クリムゾン等のロックミュージックの存在を再認識したことから「ゼロ％から2000%ぐらいの振り切ったものを作んなきゃ」とハヤシ自身が感じていた時期であった。そのアルバムの制作活動の中で、『カジャカジャグー』を制作していた当時にスガイとハヤシの求める音楽性の違いが顕著となった。スガイは、よりメッセージ性のある歌詞やポップで歌メロの音楽を作りたかったが、ハヤシはそのような音楽を求めていなかった。この方向性の違いを理由として、4月から敢行したツアー「CLUB エポック!」の大阪公演を最後に、スガイはPOLYSICSを脱退した。
この様な状況の中、制作されたこれら二作品は、前作となるアルバム『FOR YOUNG〜』に比べ、「初期衝動の激しさを取り戻した」などと評される作品となり、さらにハヤシ自身も手ごたえを感じられる作品となった。しかしながら、当時の結果としてこの二作品の売り上げは伸び悩み、さらにライブの集客も減少してきていた。
上記のように、日本国内では商業的にある種の伸び悩みを見せていた。しかし、2003年にアメリカでリリースされたアルバム『NEU』が好セールスを記録するなど、国外において一定の評価を受けるようになった。これを受けてPOLYSICSは全米ツアーを敢行。この模様は2004年2月にDVD『PippikkippippiP In USA』としてリリースされている。以前にも海外でのライブ経験はあったものの、この頃から定期的に海外ツアーを行うなど、日本国外での活動も本格化させてきた。
また、2003年8月にはSUMMER SONICへ初出演した。この年のSUMMER SONICには、POLYSICSに多大な影響を与えたDEVOも参加していた。彼らとステージを共にしたわけではないが、DEVOと同一イベントに登場、共演した初の機会となった。

### POLYSICS OR DIE!!!! (2004年 - 2005年)
2004年5月には初のベスト・アルバム『POLYSICS OR DIE!!!!』をリリースした。このベストアルバムでは過去の楽曲の再レコーディングが行われている。また、このアルバムは同年7月にイギリスで、翌年の2005年3月にアメリカでリリースされた。本アルバムのイギリスでのリリースは初のヨーロッパでのリリースとなった。アメリカでのリリースに合わせて、同年9月から全米ツアーも敢行されている。
これらの日本でこのベストアルバムの発売された5月より6月にかけて、全アルバム楽曲を演奏するライブツアーを東京、大阪で敢行。東京で7日間連続、大阪で2日連続のライブであり、ツアー名は『7DAYS TO DIE!!!! 〜ALL OF POLYSICS!!!! 〜そして伝説へ...〜』と『2DAYS TO DIE!!!〜ALL OF POLYSICS!!!! OSAKA編 変則2DAYS!!!!』であった。この東京での7DAYS最終日にヤノが新メンバーとして加入した。
本ツアー終了後に、バンド初のヨーロッパライブツアーをイギリスを中心として敢行した。また、帰国後の8月にはROCK IN JAPAN FESTIVALなど夏フェスへの出演、及び全国ツアーを敢行。そして、9月には再び国外でのライブツアーとして、アメリカでのライブツアーを敢行した。この年、POLYSICSは4カ国で94本のライブを行った。
これらの活動と同時期2004年7月にはカヨによるソロ活動として、アルバム『三つ編みヒロイン』がリリースされた。そのため、POLYSICSの活動とは別に、夏頃には幾つかのメディアへのカヨ一人での露出が多く行われていた。

### Now is the time! (2005年 - 2006年)
2005年4月にシングル『Baby BIAS』をリリースした。この様なシングルCDによる楽曲の発表は2001年にリリースされた『NEW WAVE JACKET』以来、4年ぶりのことであった。また、4月から4か月後の8月にシングル『シーラカンス イズ アンドロイド』をリリースした。この時期から、POLYSICSはシングルCDという形で楽曲を発表することが再び増えた。さらに、10月にはアルバム『Now is the time!』のリリースを行った。
2005年に『Baby BIAS』や『シーラカンス〜』などのシングルが発売された頃から、各種ライブの動員数も増えていき、商業的な面での伸びが現れてきていた。加えて、『Now is the time!』ではCDセールスの面でも、前アルバムよりも売上を伸ばしており、その楽曲やライブ、言動なども幅広い人に受け入れられる様になってきていた。
アルバム発売に合わせイギリスでのツアーを皮切りに、ライブツアー『POLYSICS WORLD TOUR OR DIE 2005!!!! 〜Now is the time!!!!!〜』を敢行した。国内では、帰国後11月20日の千葉LOOKを幕開けとして全国でライブを開催し、翌年2006年1月のLIQUIDROOMでツアーファイナルをむかえた。また、2005年にはスペインで開催されたPRIMAVELA SOUND FESTIVAにも出演している。2005年に、POLYSICSは6カ国で96本のライブを行った。
また、2006年2月にアメリカにおいて、4月にはイギリスにおいて、前年日本で発表された『Now is the time!』をリリースした。これに伴い、3月にアメリカで、4月にはイギリスにおいてライブツアーを敢行した。このイギリスでのツアーでは、カイザー・チーフスのUKアリーナツアーにフロントアクトとして出演。この出演は以前からPOLYSICSのことを気に入っていたカイザー・チーフスからの要望により実現した。その後、5月にはSHIBUYA-AXで凱旋公演ライブを終えた。

### KARATE HOUSE (2006年 - 2007年)
2006年6月にシングル『Electric Surfin' Go Go』、同年10月にシングル『You-You-You』、翌年2007年1月にはシングル『Catch On Everywhere』をリリースした。
そして、2007年2月に、アルバム『KARATE HOUSE』を発表。本アルバムには、先行してリリースされた3枚のシングルから4曲が収録された。また、本アルバムに向けた楽曲制作ではこれまでの制作活動との変化がみられた。これまではハヤシが中心となり、楽曲を生み出すスタイルが多かった。しかし、本アルバムに向けた楽曲制作活動ではメンバー全員でセッションをしながら曲を生み出していくということを行った。結果、KARATE HOUSEはハヤシが中心となって生み出した楽曲も幾つか含まれるものの、メンバー全員によるセッションの中で生み出された楽曲が主となるアルバムになる。そのKARATE HOUSEリリースの直後、3月4日には結成10周年を迎え、SHIBUYA-AXで記念ライブを行う。
同年4月からは、バンド史上最長期間となるライブツアー『POLYSICS WORLD TOUR OR DIE 2007!!!!〜KARATE HOUSE!!!!』を敢行し、ツアーファイナルを6月2日に日比谷野外音楽堂で迎える。その後、6月からイギリス・フランスツアーを敢行した。その中で、6月にイギリスの大型フェスティバルO2 WIRELESS FESTIVAL 2007のメインステージに出演。夏には、複数のロックフェスティバル等のライブ・イベントに出演した。それらへの出演の際に、通常のツナギからマリンルックに衣装を変更した。
また、この年の6月にはSNSサイトMySpaceの傘下にあるMySpace Recordsと北米でのライセンス契約を結んだ。同契約は、同年の1月31日にロスアンゼルスのライヴ・ハウスで行なわれたPOLYSICSのライヴに訪れたMySpace社長のトム・アンダーソン（Tom Anderson）が、彼らに対し強い感銘を受けたことがきっかけとなっている。これを受けて、9月には国内でMySpace主催による『第3回SECRET SHOWS JAPAN』への出演、10月にはPOLYSICSにとって2枚目となる海外でのベスト盤『POLYSICS OR DIE!!!! -VISTA-』の発売が行われた。このベスト盤の選曲は先述のトムが行った。その後、10月からは、同レーベル主催の米国ツアー『MySpace Music Tour』にHellogoodbye、Say Anythingと共に、MySpace Records Artistの一員として参加した。このツアー中にはDEVOのメンバーであるジェラルド・V・キャセール（Gerald V Casale）、元メンバーのアラン・マイヤース（Alan Myers）がPOLYSICSのライブを観覧しにきた。
アルバム『KARATE HOUSE』の発表直後から、これらのライブ活動等と並行して、次のアルバムに向けた楽曲の制作活動を進めていた。

### We ate the machine (2007年 - 2008年)
2007年11月にシングル『Rocket』をリリースした。表題曲は、同年夏に行われたライブイベントなどで披露されていた。また、同楽曲は同年10月から12月、1月にかけ、フジテレビ系列で放映されたテレビアニメ『もやしもん』のエンディングテーマとなっている。この年の12月末にはCOUNTDOWN JAPAN EAST/WESTに出演。この年の幕張で開催されたEASTへの出演は、最大規模のステージであるEARTH STAGEへの初出演となった。年明け後の2008年3月にシングル『Pretty Good』をリリース。
そして、同年4月にアルバム『We ate the machine』を日本においてリリースした。本アルバムには、先行してリリースされた2枚のシングルの表題曲が収録されている。このアルバムがリリースされる約一か月前の3月からライブツアー『POLYSICS WORLD TOUR OR DIE 2008!!!!〜ハミ出せ!!春のウキウキ・ジャパンツアー!!!!〜』を敢行。また、アルバムを発表した4月からはライブツアー『POLYSICS WORLD TOUR OR DIE 2008!!!!〜ハミ出ろ!!怒濤のワキワキ・ジャパンツアー!!!!〜』を敢行した。これらの一連のライブツアーは、6月29日にSTUDIO COASTにおいて開催された『POLYSICS WORLD TOUR OR DIE 2008!!!!〜ハミ出た!!キバキバ新木場・ジャパンツアーファイナル!!!!〜』をもってツアーファイナルを迎えた。このツアーファイナルの模様は10月29日にライブ・アルバム「We ate the show!!」としてリリースされた。
また、夏には複数のロックフェスティバルに参加。その中で8月のSUMMER SONICには、DEVOと共に出演を果たす。この競演は2003年の同イベント以来である。2003年の際には、二つのバンドは異なるステージでの出演であったが、この年は同ステージでの出演となった。また、この競演の数日後、SHIBUYA-AXにおいてDEVOとPOLYSICSによるツーマンライブが開催された。因みに、このツーマンライブはSUMMER SONICに関連した企画の一つである。
8月、9月にはアルバム『We ate the machine』を欧米各国においてリリースした。ただし、欧米向けにリリースされた本アルバムでは、日本向けの『We ate 〜』と異なり、収録楽曲のうち「Moog is Love」と「Pretty Good」は歌詞が英語となっている。9月には、ハヤシがテレビ朝日系列『タモリ倶楽部』に出演。また、9月から11月にかけてヨーロッパ、アメリカにおいてライブツアーが敢行された。同年11月から12月にかけて、SPARTA LOCALSやサンボマスターなどといったバンドとの対バンツアー『ULTRA FIGHT OR DIE!!!!』を開催した。対バンツアー終了後の12月からは楽曲の製作活動に入った。

### Absolute POLYSICS - BESTOISU!!!! (2009年 - 2010年)
2000年のメジャーデビューから10周年目であった。
10周年目に入った2009年3月に両A面シングル『Shout Aloud!/Beat Flash』をリリースした。このシングルのリリースに伴い、購入者限定ライブを渋谷CLUB QUATTROで4月に開催。また、6月にはシングル『Young OH! OH!』 をリリースした。そして、これらのシングル曲を含むアルバム『Absolute POLYSICS』を9月に日本においてリリースした。『Absolute POLYSICS』発売前日の9月15日に翌年2010年の3月に初の武道館ワンマン公演を行うことを発表した。これらの活動と平行して、ツアーや10年ぶりのFUJI ROCK FESTIVALを含む各種音楽フェスへの参加など、楽曲の発表に合わせ、ライブ活動も精力的に行っていた。
しかし、この年の12月に「武道館ワンマン公演をもって、カヨがバンドを『卒業』すること」が発表された。カヨによると、2006年頃から「POLYSICSのメンバーでない、一人の女性としての自分に会ってみたい」という気持ちが日に日に募っていったという。また同時にPOLYSICSも武道館公演後は「充電期間」としてしばらくの間活動を休止することが発表された。
12月のこれらの発表後、年明け2010年1月には自身2枚目となるベスト・アルバム『BESTOISU!!!!』をリリース。このアルバムの収録曲は、ヤノ加入後の音源からセレクトされており、本アルバムリリース時の4名のメンバーで発表する最後の作品となった。
2010年の3月日本武道館にてワンマンライブ『BUDOKAN OR DIE!!!!』を開催。この日演奏された楽曲は全部で42曲に及び、武道館ライブを行ったバンドの中では最多の曲数となった。このライブをもってカヨが卒業、バンドは活動休止に入った。ライブの模様は7月7日にDVD『BUDOKAN OR DIE!!!! 2010.3.14』として発売された。

### eee-P!!!、Oh!No!It’s Heavy Polysick!!! - MEGA OVER DRIVE, ACTION!!! (2010年 - 2014年)
充電期間は2010年6月28日にPOLYSICSの公式ブログにて終了宣言が出され、ROCK IN JAPAN FESTIVAL 2010から3人での活動を再開した。活動再開後は主に灰色のツナギと銀色のバイザーを身につけていた。
2010年10月から11月にかけて3人体制としては初となる全国ツアー"We are Back!! POLYSICS!!!"を開催。この年の12月にミニアルバム『eee-P!!!』をリリースした。そして、翌年2011年3月にはアルバム『Oh!No!It's Heavy Polysick!!!』をリリースした。
このアルバムの発売に先駆けて、POLYSICS結成14周年となる3月4日にSHIBUYA-AXにて単独ライブ『コニチワ! New POLYSICS!!! 〜マッハ AX ギュンギュンギュン!!!〜』を開催。このライブではPOLYSICS初となるUstreamによるライブ生中継が実施された。この中継中、フミは自身のTwitterアカウントに寄せられるコメントを取り上げる場面などもあった。この頃は、日本国内においてTwitterやUstreamが一般に認知されてきた時期ということもあり、Twitter上でメンバーやPOLYSICS公式の発言が公開されたり、Ustreamでの番組放送の実施などPOLYSICSの活動の場としてこれらのサービスが利用するケースも増えてきた。
3人体制移行後のライブでは、演奏面やセットリストの面でカヨを含めた4人体制時から変化が生まれた。例えば、カヨが担当していたシンセサイザーやボーカルをハヤシ・フミが担当したり、ライブ時の楽曲アレンジもそれに合わせた形になっていた。また「ピーチパイオンザビーチ」や「New Wave Jacket」などカヨ脱退前には、ライブにおける定番曲であった一部楽曲もライブで演奏される回数が減ってきた。
加えて、4人体制時と比較するとハヤシ以外の2人が前面に出るシーンも多く見られるようになってきた。それまではカヨと同じくライブ中は無機質なロボットキャラを演じることが多かったヤノも、ライブで積極的なMCや前面に出たソロ場面が増えきていた。これは楽曲制作のスタンスでの変化にもあらわれ、制作初期から3人で臨むことが増加した。ハヤシはこの頃について「3人体制になった最初の時に、1人1人のパーソナルな部分をもっと出していきたいって言ったし。俺がリーダーで、フミ、ヤノといるんだけど、3人の顔がぎゅっと前にでるようなサウンドにしたいし、バンドにしたいんだよね」と2012年頃に振り返っている。
2012年は活動15周年を迎え、結成15周年を記念するアルバムとして『15th P』を2月29日にリリース。また、3月3日には通算1000本目となるワンマンライブ『MEMORIAL LIVE OR DIE!!! 〜祝!!! 1000本!!!渋谷AX 2days!!!!〜』をSHIBUYA-AXにて開催。この翌日の3月4日には15周年の最初かつ1001本目のライブとして、同会場にてワンマンライブ『MEMORIAL LIVE OR DIE!!! 〜祝!!! 15周年!!!渋谷AX 2days!!!!〜』を開催した。1000本目のライブに向けては、2011年の秋頃から「995本目」「996本目」「997本目」…と各ライブタイトルにライブ回数を含めるなど、カウントダウンが行われていた。
2012年8月にはフミがリードボーカルを務める『Lucky Star』、11月には『Everybody Say No』とシングルを2枚リリース。そして、12月にはこれらの表題曲を含むアルバム『Weeeeeeeeee!!!』をリリースした。
2013年10月にはシングル『MEGA OVER DRIVE』リリースし、2014年1月にアルバム『ACTION!!!』リリース。

### HEN 愛 LET’S GO! - In The Sync（2015年 - 2020年）
2015年に入り、楽曲制作に合わせ様々な団体や企業とのコラボレーションといった活動も広く行った。3月、ハヤシの食べ物の"偏愛"をテーマにしたミニアルバム『HEN 愛 LET’S GO!』リリース。このアルバムのリリースに合わせ楽曲タイトルになったにハヤシよる偏愛対象の「Dr.Pepper」「ホモソーセージ」や「タンメン」に因んだ企画を実施、公開した。また、ハヤシの提供楽曲「Hamidasumo!」をリードトラックとするゆるめるモ!のシングルが『HEN 愛 LET’S GO!』の同日発売となった。このような縁もあり、この時期にPOLYSICSとゆるめるモ!がタワーレコードのポスターや各種インタビューなど、共にメディアに登場した。ハヤシはゆるめるモ!へ楽曲提供をこの後も行っており、また彼女らのライブを観覧に訪れるなど、付き合いが生まれている。さらに、7月には円谷プロダクション全面協力の元、ウルトラ怪獣をテーマにした「HEN 愛 LET'S GO! 2 〜ウルトラ怪獣総進撃〜」リリース。初回生産限定版には「ポリシックス限定 ゴモラ クリアオレンジラメVER.」フィギュアが付属した。
年末12月には、結成19周年を記念してクラウドファンディングで参加者を募り、VRのミュージックビデオを作成するプロジェクトを開始。目標人数300人を達成し、翌年1月に終了した。
この年のライブでは、同様なメドレーがセットリストによる演奏を度々行っていた。9月11日、12日に渋谷CLUB QUATTROで『POLYSICS ウルトラチャレンジ OR DIE!!!〜燃えろ! クアトロ地獄!2日で100曲カブリ無し!!!〜』開催。この2日間のライブではメドレー形式で複数楽曲を続けた演奏がセットリストに組み入れた。同様なメドレー形式のセットリストは、他の機会にもみられ『「HEN 愛 LET’S GO!」のリリースツアーファイナル』では18曲、『ROCK IN JAPAN FES. 2015』では24曲のメドレーによる演奏を披露した。
また、例年通りPOLYSICSは多くの夏フェスに参加した。その中で『AOMORI ROCK FESTIVAL’16 〜夏の魔物〜』には初回以来10年振りの参加、アイドルが多く参加するフェス『@JAM×ナタリー EXPO 2016』への初参加など例年と異なるフィールドでのライブもみられた。後者の@JAMではハヤシが楽曲提供を行っている「ゆるめるモ！」がPOLYSICSのステージに登場した。その時の楽曲は「Baby BIAS」である。個人の活動として、フミはベーシストとして加山雄三率いる「THE King ALL STARS」にベーシストとして参加し、横浜開港祭等で演奏を披露した。
年明け後2016年3月2日、アルバム『What's This???』リリース。結成19周年にちなみ19曲収録となっている。
その2日後の3月4日には大阪BIG CATにて結成19周年として『20周年まであと1年!!!〜まだまだやるで無茶なこと!!! 1日100曲かましたる!!!〜』を開催し、1日で100曲演奏を行った。
2017年3月4日に豊洲PITにおいて結成20周年記念ライブ『20周年 OR DIE!!! All Time POLYSICS!!!』を開催した。本ライブでは、結成当時から2017年現在に至るまでの衣装を順に着替えながえながら、新旧幅広い楽曲をパフォーマンスしてみした。そして、最後には新衣装である黄色いつなぎをお披露目した。この時期は、これまでのPOLYSICSの20年を振り返るような活動がいくつか行われた。例えば、先立ち2月22日にベストアルバム『Replay!』をリリース。こちらは過去から現在までのライブ定番曲を現在のメンバでアレンジ再録し直したアルバムとなっている。
また、ライブとして、POLYSICSのみが出演する3マンツアー『20周年直前!奇跡の3マン!!!リターンズTOUR ～POLYSICS×POLYSICSシャホー×『1st P』再現POLYSICS～』の開催。このツアーにおいては、POLYSICSとしての初オリジナルアルバムである『1stP』の再現ライブや現在のPOLYSICSの定番曲まで、これまでの様々な楽曲を披露してみせた。
10月2日には新メンバー・ナカムラリョウの加入が発表され（ナカムラは9月にTHE TOISU!!!!名義で行われた数本のライブに参加）、POLYSICSは約7年ぶりに4人編成となった。それと同時にナカムラも参加したニューアルバム「That's Fantastic!」のリリース告知、それに伴うリリースツアー『POLYSICS結成20周年記念TOUR “That's Fantastic!”〜Hello! We are New POLYSICS!!!!〜』の開催が発表された。
しかし2019年12月、ナカムラが2020年の2月から行われるツアーの最終公演（東京）となる3月14日をもって脱退することが決定した。
2020年2月『POLYSICS TOUR 2020 ～SynchroにCity～』がが開催されるも新型コロナウイルス感染症の流行により途中で延期。4月3日、中止が発表。ナカムラはそのまま脱退となった。

## メンバー

### 現在のメンバー
※特記を除き、公式サイトの「PROF」に準拠。
| 名前   | 担当                                        | 誕生日  | 加入時期 |
| ------ | ------------------------------------------- | ------- | -------- |
| ハヤシ | ギター ボイス シンセサイザー プログラミング | 8月8日  | 結成時   |
| フミ   | ベース シンセサイザー ボイス                | 4月25日 | 2001年   |
| ヤノ   | ドラムス ボイス                             | 6月6日  | 2004年   |

### 過去のメンバー
| 名前           | 担当楽器                                        | 在籍期間                     |
| -------------- | ----------------------------------------------- | ---------------------------- |
| カワベ         | N/A                                             | 1997年                       |
| カネコ         | シンセサイザー                                  | 1997年                       |
| POLY-2（サコ） | シンセサイザー ヴォコーダー パン投げ            | 1997年 - 1999年              |
| スガイ         | ドラムス                                        | 1998年6月 - 2003年           |
| カヨ           | シンセサイザー ボーカル ヴォコーダー リコーダー | 1998年3月 - 2010年3月14日    |
| ナカムラリョウ | ギター シンセサイザー ボイス                    | 2017年10月2日 - 2020年4月3日 |

## ディスコグラフィ

### 日本でのリリース
DECKREC Records
|          | 発売日         | タイトル                  | 規格品番             | 備考                                                             |
| -------- | -------------- | ------------------------- | -------------------- | ---------------------------------------------------------------- |
| 1st AL   | 1999年2月25日  | 1st P                     | DCRC-0001            |                                                                  |
| 1st SG   | 1999年4月25日  | Plus Chicker EP           | DCRC-0002            |                                                                  |
| 2nd AL   | 1999年10月22日 | A・D・S・R・M!            | DCRC-0005            |                                                                  |
| 2nd SG   | 1999年12月15日 | Modern                    | DCRC-0006            |                                                                  |
|          | 1999年12月15日 | Plus Chicker EP (reissue) |                      | 『Plus Chicker EP』の限定追加プレス                              |
| 1st LIVE | 2000年2月25日  | LIVE IN JAPAN/6-D         | DCRC-0012〜DCRC-0013 | 『Live in Japan』はライブ・アルバム、『6-D』はリミックスアルバム |
| 再発盤   | 2009年2月25日  | 1st P / A・D・S・R・M!    | DCRC-0062〜0063      | オリコン最高175位、登場回数1回                                   |

Ki/oon Music
シングル
|    | 発売日         | タイトル                                    | 規格品番                      | 備考                          |
| -- | -------------- | ------------------------------------------- | ----------------------------- | ----------------------------- |
| 1  | 2000年4月19日  | XCT                                         | KSC2-341                      |                               |
| 2  | 2000年4月19日  | each life each end                          | KSC2-345                      |                               |
| 3  | 2001年4月25日  | NEW WAVE JACKET                             | KSC2-380                      |                               |
| 4  | 2005年4月27日  | Baby BIAS                                   | KSCL-776                      |                               |
| 5  | 2005年8月17日  | シーラカンス イズ アンドロイド              | KSCL-877                      |                               |
| 6  | 2006年6月21日  | Electric Surfin' Go Go                      | KSCL-1014/5（初回生産限定盤） | オリコン最高46位、登場回数2回 |
| 6  | 2006年6月21日  | Electric Surfin' Go Go                      | KSCL-1016（通常盤）           | オリコン最高46位、登場回数2回 |
| 7  | 2006年10月25日 | You-You-You                                 | KSCL-1045/6（初回生産限定盤） | オリコン最高45位、登場回数3回 |
| 7  | 2006年10月25日 | You-You-You                                 | KSCL-1047（通常盤）           | オリコン最高45位、登場回数3回 |
| 8  | 2007年1月31日  | Catch On Everywhere                         | KSCL-1091                     | オリコン最高45位、登場回数2回 |
| 9  | 2007年11月21日 | Rocket                                      | KSCL-1183                     | オリコン最高52位、登場回数3回 |
| 10 | 2008年3月19日  | Pretty Good                                 | KSCL-1223                     | オリコン最高65位、登場回数2回 |
| 11 | 2009年3月11日  | Shout Aloud!/Beat Flash                     | KSCL-1358                     | オリコン最高44位、登場回数2回 |
| 12 | 2009年6月17日  | Young OH! OH!                               | KSCL-1396/7（初回生産限定盤） | オリコン最高31位、登場回数3回 |
| 12 | 2009年6月17日  | Young OH! OH!                               | KSCL-1398（通常盤）           | オリコン最高31位、登場回数3回 |
| 13 | 2012年8月22日  | Lucky Star                                  | KSCL-2097/8（初回生産限定盤） | オリコン最高46位、登場回数2回 |
| 13 | 2012年8月22日  | Lucky Star                                  | KSCL-2099（通常盤）           | オリコン最高46位、登場回数2回 |
| 14 | 2012年10月24日 | Everybody Say No                            | KSCL-2135/6（初回生産限定盤） | オリコン最高49位、登場回数2回 |
| 14 | 2012年10月24日 | Everybody Say No                            | KSCL-2137（通常盤）           | オリコン最高49位、登場回数2回 |
| 15 | 2021年2月24日  | 走れ! with ヤマサキセイヤ(キュウソネコカミ) | KSCL-3288/9（初回生産限定盤） | オリコン最高64位、登場回数2回 |
| 15 | 2021年2月24日  | 走れ! with ヤマサキセイヤ(キュウソネコカミ) | KSCL-3290（通常盤）           | オリコン最高64位、登場回数2回 |

アルバム
|          | 発売日         | タイトル                                  | 規格品番  | 備考                          |
| -------- | -------------- | ----------------------------------------- | --------- | ----------------------------- |
| 3rd      | 2000年9月20日  | NEU                                       | KSC2-357  |                               |
| 4th      | 2001年6月6日   | ENO                                       | KSC2-389  |                               |
| 1st mini | 2002年4月24日  | LO-BITS                                   | KSCL-453  |                               |
| 5th      | 2002年7月24日  | FOR YOUNG ELECTRIC POP                    | KSCL-460  |                               |
| 2nd mini | 2003年5月21日  | カジャカジャグー                          | KSCL-547  |                               |
| 6th      | 2003年10月29日 | National P                                | KSCL-627  |                               |
| 1st BEST | 2004年5月19日  | POLYSICS OR DIE!!!!                       | KSCL-686  |                               |
| 7th      | 2005年10月19日 | Now is the time!                          | KSCL-890  | オリコン最高55位、登場回数3回 |
| 8th      | 2007年2月28日  | KARATE HOUSE                              | KSCL-1117 | オリコン最高27位、登場回数3回 |
| 9th      | 2008年4月23日  | We ate the machine                        | KSCL-1240 | オリコン最高26位、登場回数5回 |
| 2nd LIVE | 2008年10月29日 | We ate the show!!                         | KSCL-1316 | オリコン最高48位、登場回数2回 |
| 10th     | 2009年9月16日  | Absolute POLYSICS                         | KSCL-1456 | オリコン最高21位、登場回数5回 |
| 2nd BEST | 2010年1月13日  | BESTOISU!!!!                              |           | オリコン最高26位、登場回数4回 |
| 3rd mini | 2010年12月8日  | eee-P!!!                                  |           | オリコン最高38位、登場回数2回 |
| 11th     | 2011年3月9日   | Oh!No!It's Heavy Polysick!!!              |           | オリコン最高27位、登場回数4回 |
| 記念盤   | 2012年2月29日  | 15th P                                    |           | オリコン最高27位、登場回数2回 |
| 12th     | 2012年12月5日  | Weeeeeeeeee!!!                            |           | オリコン最高46位、登場回数2回 |
| 4th mini | 2013年10月1日  | MEGA OVER DRIVE                           |           | オリコン最高41位、登場回数2回 |
| 13th     | 2014年1月15日  | ACTION!!!                                 |           | オリコン最高27位、登場回数2回 |
| 5th mini | 2015年3月25日  | HEN 愛 LET'S GO!                          |           | オリコン最高74位、登場回数2回 |
| 6th mini | 2015年7月8日   | HEN 愛 LET'S GO! 2 〜ウルトラ怪獣総進撃〜 |           | オリコン最高39位、登場回数2回 |
| 14th     | 2016年3月2日   | What's This???                            |           | オリコン最高48位、登場回数2回 |
| 再録BEST | 2017年2月22日  | Replay!                                   |           | オリコン最高62位、登場回数2回 |
| 15th     | 2017年11月29日 | That's Fantastic!                         |           | オリコン最高53位、登場回数1回 |
| 16th     | 2019年10月9日  | In The Sync                               |           | オリコン最高67位、登場回数1回 |

### 世界でのリリース
- 2001年2月 『HEY! BOB! MY FRIEND』 (Korea)
- 2001年6月19日 『HEY! BOB! MY FRIEND』 (US)
- 2001年6月19日 『HEY! BOB! MY FRIEND』 (US 12" vinyl)
- 2003年7月15日 『NEU』 (US)
+BLACK OUT FALL OUT
- 2004年7月26日 『POLYSICS OR DIE!!!!』 (UK)
エクストラCD、+PV Black Out Fall Out、KAJA KAJA GOO
- 2004年 『Kaja Kaja Goo (WITH TOO SHY)/ Black OUT Fall OUT』 (UK 7" vinyl)
- 2004年 『New Wave Jacket / My Sharona』 (UK 7" vinyl)
作詞、作曲の表記が誤植でHayashi Hiroshiとなっているのも存在している。
- 2005年3月22日 『POLYSICS OR DIE!!!!』 (US)
- 2006年2月21日 『Now is the time!』 (US)
+Super Sonic
- 2006年4月24日 『I MY ME MINE / JHOUT-WIRE』 (UK 7" vinyl)
- 2006年4月24日 『Now is the time!』 (UK)
+Metal Coconuts、Rain Rain Rain
- 2007年10月9日 『POLYSICS OR DIE!!!! -VISTA-』 (US、MySpace Records)
- 2008年8月22日 『We ate the machine』 (ドイツ、Okami Records)
- 2008年8月26日 『We ate the machine』＋『KARATE HOUSE』 (US、MySpace Records 12" vinyl)
- 2008年9月22日 『We ate the machine』 (欧州、Okami Records)
- 2008年9月30日 『We ate the machine』 (US、MySpace Records)

### ソロ
- 2004年7月2日 『三つ編みヒロイン』 (Kayo Solo EP、風待レコード)
作詞：松本隆 作曲：細野晴臣

### 映像作品
- 1999年4月25日 『LIVE AT newwave』 (VHS、DCRC-0003)
- 2000年1月26日 『B.G.V.』 (VHS、DCRC-0011)
- 2003年3月19日 『DVDVPVDVLIVE!!』 (DVD、KSBL 5746)
- 2004年2月25日 『PippikkippippiP In USA』 (DVD、KSBL 5781)
- 2006年8月23日 『Now is the live!』 (DVD、KSBL 5821)
- 2007年8月22日 『CLIPS OR DIE!!!!』 (DVD、KSBL-5846)
- 2010年7月7日 『BUDOKAN OR DIE!!!! 2010.3.14』 (DVD・BD、KSBL-5940 - 5941・KSXL-9)
- 2011年7月13日 『マッハAX ギュンギュンギュン!!! 2011.3.4』（DVD・BD、KSBL-5970・KSXL-15）
- 2013年1月23日 『MEMORIAL LIVE OR DIE!!! 祝1000本&15周年!!! 2012.03.03/04』（BD・二枚組、KSXL-26〜27）

### コンピレーション等参加CD
- 1998年9月25日 『Tokyo Newwave of Newwave '98』
(BOOGIE TECHNICA、WHICH!、BECAUSE） POLYSICS初の音源
- 1999年6月19日 『Punch The Monkey! 2』
ルパン三世主題歌3 (一瞬の交わい犬mix) (remixed by POLY-1 (POLYSICS) with B)
- 1999年8月25日 『ギョガン大襲撃』
G.R TUMBLIN'、CAMELEON (ギョガンレンズ)
- 1999年10月10日 『特撮狂』
宇宙刑事ギャバン (arranged & played by POLYSICS)
参加ミュージシャンの中では、一番原曲の原型をとどめていない。
- 2000年6月12日 『PLEA FOR PEACE』 (US)
Hot Stuff
- 2000年11月22日 『YMO-Remixes Technopolis 2000-00』
磁性紀〜開け心 JISEIKI-HIRAKE KOKOLO (Good-Bye Bus Mix) (Remixed by Hiroyuki Hayashi (from POLYSICS))
- 2000年12月1日 『SMASH IN LÄ-PPISCH! 2〜A Tribute to LÄ-PPISCH〜』
美代ちゃんの××× (LÄ-PPISCH)
- 2001年3月27日 『Japan For Sale』 (US)
XCT
- 2001年7月25日 電気グルーヴ『The Last Supper』
N.O.（Nord Ost）
初回限定盤のDisc2にのみ収録。
- 2002年3月20日 J『go crazy』
Twisted dreams (Remixed by ハヤシ from POLYSICS)
- 2002年3月26日 『Japan For Sale Vol. 2』 (US)
NEW WAVE JACKET
- 2002年8月7日 大槻ケンヂ『対自核自己カヴァー』

少年、グリグリ眼鏡を拾う (sound produce:ハヤシ)
- 2002年9月17日 『Mailorder For The Masses』 (US)
Nice
- 2002年10月17日 『一期一会 Sweets for my SPITZ』
チェリー(スピッツ)、キング・クリムゾン風にカバー
- 2002年11月15日 『GREATFUL SOUND〜tribute to “BECK”』
Let's GROOVE or die（BERATREK with POLY-1 (from POLYSICS)）
インディーズ時代（1st Pリリース期）からタイムスリップして来たPOLY-1がギター、ボイス、ボコーダーで参加。
- 2003年3月25日 『Japan For Sale Vol. 3』 (US)
Black Out Fall Out
- 2003年3月26日 相川七瀬『ID：2』
夢見る少女じゃいられない(arranged by POLYSICS)、初回盤のDisc-2
- 2003年7月20日 『THE SWITCH TROUT HAYABUSA ERECTRIC』
ミサイル(P-MODEL)、Vo.ハヤシ、Cho.スギヤマ(SPINCYCLE)、Gt/Sound adviser.中シゲヲ(サーフコースターズ)
- 2003年8月20日 『Good Covers〜AFTER NEW WAVE〜』
ドモアリガトミスターロボット
- 2003年11月25日 『HY-STYLE "DVD" VOL2』
PLUS CHICKER
- 2004年2月25日 『Fine Time 〜A Tribute to NEW WAVE』
Memorabilia (Soft Cell)
- 2004年2月25日 『Pacific State』(2004年再発盤)
Polysics / Memorabilia (Soft Cell)
- 2004年3月17日 『A.I COMPANY〜Tribute to NEW ROTE'KA〜』
夏・NANCY・16才 (NEW ROTE'KA)
- 2004年10月5日 『Japan For Sale Vol. 4』 (US)
KAJA KAJA GOO
- 2004年11月3日 『風街クロニクル〜another side of happy end〜』
三つ編みヒロイン (KAYO)
- 2005年4月27日 『Ki/oon Records Overseas Compilation』
Black Out Fall Out(“POLYSICS OR DIE!!!!” version)
- 2005年4月 『SXSW THE BEST NEW BANDS SHOWCASE 2005』 (UK)
LUNO (POLYSICS HARAJUKU MIX)（BLOCK PARTY）、NMEの付録CD
- 2006年1月18日 KAISER CHIEFS 『Lap Of Honour〜栄光のウイニング・ラン』
Na Na Na Na Naa (POLYSICS Remix)
- 2006年7月25日 PUFFY AmiYumi 『Splurge 』 (US)
Teen Titans Theme POLYSICS' CR-06 MIX
- 2007年4月11日 VOLA & THE ORIENTAL MACHINE『ANDROID 〜like a house mannequin〜』
夢診断（カルテ.......無し.......mix.）（ハヤシヒロユキREMIX）
- 2007年7月18日 HALCALI『サイボーグ俺達』
サイボーグ俺達（ハヤシヒロユキプロデュース）
- 2007年10月17日 童謡カヴァー集『Rock For Baby』
コンピューターおばあちゃん (POLYSICS)
- 2008年9月24日 『Sirius〜Tribute to UEDA GEN〜』
歌姫 (POLYSICS)
- 2008年10月22日 『METAL-IKKA〜メタル一家』
Enter Sandman (POLYSICS)
- 2010年6月28日 iLL『∀（ターンエー）』
Broken Toys(POLYSICS)
- 2011年3月16日 『Tribute - GO!GO! A GO!GO!』
文具(POLYSICS)
- 2012年6月6日 『dip tribute 〜9faces〜』
SUPER LOVERS IN THE SUN(POLYSICS)
- 2012年6月13日 『L'Arc-en-Ciel TRIBUTE』
SEVENTH HEAVEN(POLYSICS) （ボーナストラック)
- 2012年7月4日 『PARADE II 〜RESPECTIVE TRACKS OF BUCK-TICK〜』
Sid Vicious ON THE BEACH(POLYSICS)
- 2015年3月25日 ゆるめるモ!『Hamidasumo!』
Hamidasumo!(ハヤシヒロユキ作詞・作曲・編曲)
- 2015年11月4日 『We are DISCO!!!〜tribute to the telephones〜』
Urban Disco(POLYSICS)
- 2017年11月22日 『TRIBUTE OF MUCC -縁[en]-』
アイアムコンピュータ(POLYSICS)

## 出演

### テレビ番組
- NEU!!!!（2006年9月 - 2007年3月、スペースシャワーTV）※ハヤシのみ出演
- 帰って来たNEU!!!!（2008年4月11日、スペースシャワーTV）※POLYSICS特番
- saku saku（2008年4月28日 - 2008年5月2日、tvk）

### CM
- 江崎グリコ（2012年2月4日 - ）[26]